# Galneryus
Galneryus，是日本的重金屬音樂、力量金屬、新古典金屬、旋律金屬樂隊。在2001年於大阪組成，於2003年由所屬唱片公司Vap正式推廌出道。

## 成員
- 小野正利（主唱）
- Syu（吉他）
- YUHKI（鍵盤）
- LEA（鼓）
- TAKA（貝斯）

### 舊成員
- TSUI（貝斯）
- YAMA-B（主唱）
- Yu-to (Leda[1])（貝斯）（吉他）
- JUNICHI（鼓）
- FUMIYA（鼓）

## 來歷
「Galneryus」這個名字源自史上最偉大的製琴名家之一，意大利的Guarneri家族製作的Guarnerius小提琴，是由雙親均擔任鋼琴教師，從小在古典音樂氛圍濃郁的家庭成長起來的SYU所命名的，爲了描繪SYU本人對於音樂的理解，并將音樂的美好傳達給樂迷們。
在2001年，從小喜愛著日本視覺系鼻祖樂隊X JAPAN以及其靈魂人物YOSHIKI的SYU，將自己的視覺系樂隊「VALKYR」解散了，根據他在採訪中公開的原因是：「隊員的實力不濟，樂隊吸引不了觀眾，視覺系樂隊大多只是看上去很耀目而已」。
在他流連于LIVE HOUSE之際，結識了以「GUNBRIDGE」為名義活動，集作詞、作曲、演奏、演唱于一身的SOLO歌手YAMA-B（山口將宏），兩人經過一番接觸并合作了一曲Stratovarius的Father Time后，決定組成 Galneryus。
其後 SYU 召集了包括其舊識在內的一些不知名樂手作為臨時成員，錄製了樂隊的首隻單曲《United Flag》。這支單曲吸引了日後成為 Galneryus 製作人的日本著名音樂人久武賴正的目光。樂隊隨後進入他旗下的品牌IRON SHOCK，并發行第二張錄音室單曲《Rebel Flag》。這期間，Galneryus 也積極參加各種規模不等的演出，吸引到了越來越多的真正樂迷的關注。2003年 GALNERYUS 與 VAP 唱片公司簽約，正式出道。
此時，樂隊已經確定了以 SYU 為吉他手，YAMA-B 為主唱，原「ARK STORM」的 YUHKI 擔任鍵盤手，原「Concerto Moon」的 JUNICHI SATO 擔任鼓手，以及 TSUI 擔任貝斯手的正式陣容。從首張專輯《The Flag of Punishment》開始，隊邀請了日本著名插畫家天野喜孝為他們繪製唱片封面。
2006年，經過三張具有震撼性的專輯后，樂隊的知名度和 SYU 的影響力都達到了一個小高峰，ESP為其設計的簽名琴CRYING STAR登場，在當年LIVE FOR REBIRTH 的巡演中被 SYU 所使用，在逐漸成為 ESP 頂級代言人的同時，日本著名搖滾吉他雜誌《YOUNG GUITAR》也為 SYU 出版了個人專題的特刊〈SYU 100%〉。
在日本的金屬界里，作為力量金屬的代表性樂隊，GALNERYUS 也以成員過硬強悍的技術，華麗恢弘的編曲，美妙激昂的旋律，以及大量的 SYU 招牌性的動聽 SOLO，形成了以自己為標籤的日本新古典。在同年的巡演后，貝斯手TSUI 退出樂隊，由和 SYU 有著師徒關係的吉他手 YUTO(Leda) 頂替貝斯手的位置，並在2007年發表了第四張專輯。
由此時開始，GALNERYUS 的音樂變得更加趨於簡單和大眾化，不僅在歌迷中引發耳語和爭議，2008年，主唱 YAMA-B 在第五張專輯的錄製中向外公開了“音樂理念不合”，並將在巡演后退出 GALNERYUS 的聲明。一石激起千層浪，樂迷們對 SYU 的質疑之聲頓時不絕於耳，加之其後不久貝斯手 YUTO(Leda) 也宣佈離隊，外界變開始猜測 GALNERYUS 將面臨一段遙遙無期的沉寂。
2009年，因為受邀參加 PURE ROCK JAPAN，SYU 和久武賴正商議后決定邀請日本著名的高音男歌手小野正利擔任臨時主唱，并招募了先前還默默無名的貝斯手 TAKA，以便順利出演。
這次演出成為了兩位成員正式加入 GALNERYUS 的契機和試驗。2010年，GALNERYUS 推出了可能是目前銷量最高的第六張錄音室專輯《Resurrection》， 在日本公信榜首周排名35位，并在一個月後得到了在NHK電視臺音樂節目《MUSIC JAPAN》做現場表演的機會。
2011年，因受311東日本大地震的影響，GALNERYUS 將新專輯的主題定義“為日本加油”，公信榜初登場17位，有望打破前作的銷量記錄。同時，小野正利作為SOLO歌手也在積極開拓個人的事業，并直接為想要開拓音樂版圖，挑戰主流音樂界的 GALNERYUS 作更多的宣傳。
作為一隻高產的樂隊，每年都馬不停蹄的發行一張全新的高質量原創專輯已經是GALNERYUS的慣例，2012年樂隊的第七張錄音室大碟ANGEL OF SALVATION
橫空出世，其中時長15分鐘的同名曲目以柴可夫斯基D大调第三小提琴协奏曲为创作背景，将力量金属的氣勢和古典音樂的優雅巧妙的融合在一起，為整張
作品帶來最好的結尾。雖然主唱小野正利在個人FACEBOOK發表的一系列針對領土爭端及二戰歷史的政治言論，導致新專輯的銷量在樂隊僅次於日本的
第二大市場的韓國國內急劇下滑，但在發行當天ANGEL OF SALVATION卻也破天荒在公信榜上雄踞TOP10的位置。轉瞬進入2013年，早已順理成章躋身
日本大牌金屬樂隊行列的GALNERYUS，迎來了在VAP旗下出道十周年，樂隊繼續對聽眾的耳膜實施連番轟炸，將過去十年樂迷記憶最深刻的歌曲重新編排，并相繼
發行了2張去芜存菁的SELF-COVER專輯。同年5月首次參加了移師日本舉辦的OZZFEST，在歷來以流行金屬和金屬核吸引眼球的音樂節上獻唱了偉大的
ANGEL OF SALVATION，驚豔全場。
2013年10月14日，例行舉辦的全國巡演在東京涉谷公會堂落下帷幕，這是迄今GALNERYUS所舉辦的規模最大，製作最精良的專場演出，樂隊成員與到場
的2000名觀眾一起共襄盛舉，為十周年的壓軸節目畫下了一個完美的句號。
2016年6月18日，GALNERYUS  官方facebook和twitter宣佈鼓手JUNICHI 離開GALNERYUS 的消息，同時加入了新的鼓手FUMIYA 。

2020年，Galneryus迎來新的一位鼓手LEA。

## 作品

### 專輯
- 2003年 The Flag Of Punishment（日语：The Flag Of Punishment）
- 2005年 Advance To The Fall（英语：Advance To The Fall）
- 2006年 Beyond the End of Despair...（英语：Beyond the End of Despair...）
- 2007年 ONE FOR ALL - ALL FOR ONE
- 2008年 Reincarnation（日语：REINCARNATION (Galneryusのアルバム)）
- 2010年 Resurrection
- 2011年 Phoenix Rising（日语：Phoenix Rising）
- 2012年 絆(迷你專輯)
- 2012年 ANGEL OF SALVATION（日语：ANGEL OF SALVATION）
- 2013年 THE IRONHEARTED FLAG Vol.1 : REGENERATION SIDE(完全生産限定盤)
- 2013年 THE IRONHEARTED FLAG Vol.2 : REFORMATION SIDE(完全生産限定盤)
- 2014年 VETELGYUS（日语：VETELGYUS）
- 2015年 Under the Force of Courage（英语：Under the Force of Courage）
- 2017年 ULTIMATE SACRIFICE（日语：ULTIMATE SACRIFICE）

### 精選專輯
- 2009年 BEST OF THE BRAVING DAYS（日语：BEST OF THE BRAVING DAYS）
- 2009年 BEST OF THE AWAKENING DAYS（日语：BEST OF THE AWAKENING DAYS）

### 單曲
- 2001年 United Flag
- 2002年 Rebel Flag
- 2007年 Everlasting
- 2008年 Alsatia /Cause Disarray（動畫《記憶女神的女兒們》片頭曲、片尾曲）
- 2008年 Shining Moments
- 2010年 A FAR-OFF DISTANCE（動畫《少年犯罪檔案》片尾曲）
- 2011年 Future Never Dies
- 2011年 絆 FIST OF THE BLUE SKY（柏青哥《ぱちんこ CR 蒼天の拳2》主题曲）
- 2012年 Hunting For Your Dream(動畫 HUNTER×HUNTER片尾曲)
- 2014年 ATTITUDE TO LIFE（《動畫 笑傲曇天》片尾曲）

### 其他
- 2002年 （合輯、Stratovarius的「Black Diamond」翻唱曲）
- 2002年 （合輯、LOUDNESS的「Soldier Of Fortune」翻唱曲）
- 2006年 The songs for DEATH NOTE the movie ~the Last name TRIBUTE~（合輯、以Serenade（D.N.Mix）參加）
- 2007年 Voice From The Past
- 2008年 Voice From The Past Ⅱ
- 2010年 Voice From The Past Ⅲ
- 2013年 GALNERYUS GUITAR BOOK feat. Syu (DVD付) (シンコー・ミュージックMOOK)

### DVD
- 2006年 LIVE FOR REBIRTH
- 2008年 LIVE FOR ALL - LIVE FOR ONE
- 2010年 LIVE IN THE MOMENT OF THE RESURRECTION

### 電視節目
- 小狗圓舞曲（第1話嘉賓）

## 關聯樂隊
- Animetal／Syu
- AUSHVITZ／Syu
- VALKYR／Syu
- GUNBRIDGE／YAMA-B
- AXBITES／YAMA-B
- ARK STORM／YUHKI
- ALHAMBRA／YUHKI
- PROPHESIA／YUHKI
- Concerto Moon／JUNICHI（佐藤潤一）
- SOH-BAND／JUNICHI（佐藤潤一）
- DELUHI（原為GRAVE SEED）／Yu-to（以Yuuto或LEDA＊的名義）
- UNDIVIDE／Yu-to（以LEDA名義）
- BABYMETAL／Yu-to（以LEDA名義）

## 外部連結
- Galneryus Official Web Site （页面存档备份，存于）
- Galneryus（VAP） （页面存档备份，存于）
- Syu Personal Site
- YAMA-B Personal Site
- JUNICHI Personal Site
- YUHKI Personal Site
- TAKA Personal Site （页面存档备份，存于）